# 閣内大臣
閣内大臣（かくないだいじん）とは、イギリスなどの議院内閣制において内閣の一員として閣議に参加する大臣のことをいう。閣内相ともいう。

## イギリス
Secretary of Stateが「閣内大臣」と訳されるが、「閣僚大臣」と訳されることもある。閣内大臣は閣議に出席できる地位にあり、閣外大臣（Minister of State）と区別される。

## オーストラリア
オーストラリアでは常に閣議に出席する閣内大臣（Inner Ministers）と所掌が議論される場合にのみ閣議に出席する閣外大臣（Outer Ministers）に分けられる。